# Pasquale Azzolina
Pasquale Azzolina (Mistretta, 10 gennaio 1859 – Mistretta, 15 febbraio 1934) è stato uno scultore italiano.

## Biografia
Pasquale Azzolina studiò all'Accademia di Belle Arti di Palermo, dove si formò come scultore in legno. Nella sua lunga carriera Pasquale Azzolina lavorò molto a Mistretta e a Nicosia dove, intorno al 1910 si trasferì, dovendo creare l'altare dell'allora beato Felice, nella chiesa dei Cappuccini. 
A Nicosia, all'interno Cattedrale – nella cappella laterale all'altare maggiore – realizzò due grandi cornici che racchiudono reliquie di santi che sono centro di devozione per i cittadini nicosiani. Restaurò, così come era stato costruito e realizzato nel 1622 da Giovanbattista Li Volsi e da suo figlio Stefano, il coro ligneo che stava cadendo in rovina. 
Altri suoi lavori si trovano in case private di Mistretta, di Nicosia, di Monopoli, di Palermo e di Genova. A Mistretta, alcune sue opere si conservano nel palazzo di Gioacchino Salamone e nel palazzo Tita, tra i più belli della cittadina dei Nebrodi. Altri suoi capolavori sono nei locali dell'ex Municipio di Piazza Vespri e nella chiesa di Santa Maria. Ha realizzato il fercolo (la vara) e la varetta dell'Ecce Homo, i quadri della sala di rappresentanza della Società Operaia di Mutuo Soccorso di Mistretta e la farmacia d'epoca, della farmacia Di Dino (oggi Fogliani).